# Blood Sugar Sex Magik
Blood Sugar Sex Magik (en anglès «Sang Sucre Sexe Màgia») és el cinquè àlbum d'estudi de la banda de rock nord-americana Red Hot Chili Peppers, publicat el 24 de setembre de 1991 amb Rick Rubin com a productor. Va ser el seu primer enregistrament distribuït per la discogràfica Warner Bros. Records. L'estil musical de Blood Sugar Sex Magik va significar un canvi important respecte l'estil del seu àlbum anterior, Mother's Milk, ja que té pocs riffs de heavy metal. La temàtica de l'àlbum inclou insinuacions sexuals i referències a la mort i a les drogues, així com a la luxúria i exuberància.
L'àlbum va ser un èxit absolut i assolí la tercera posició al Billboard 200. A hores d'ara, se n'han venut més de 13 milions de còpies arreu del món. Blood Sugar Sex Magik va presentar fins a cinc senzills: «Give It Away», «Under the Bridge», «Suck My Kiss», «Breaking the Girl» i «If You Have to Ask»; el segon d'aquests, va esdevenir una de les cançons més populars i exitoses de la història del conjunt. De fet, el guitarrista John Frusciante va abandonar el grup a mitjan gira l'any 1992 (i no hi va tornar fins al 1998) perquè no podia afrontar la popularitat que l'àlbum assolit.
El disc en qüestió es considera una influència clau per la proliferació del rock alternatiu a principis dels anys 90. Steve Huey, d'Allmusic, va comentar que Blood Sugar Sex Magik és «...probablement el millor àlbum que els Chili Peppers faran mai.»

## Llista de cançons
Totes les cançons foren escrites i compostes per els Red Hot Chili Peppers, excepte les indicades. 
| Núm.          | Títol                                        | Durada |
| ------------- | -------------------------------------------- | ------ |
| 1.            | «The Power of Equality»                      | 4:03   |
| 2.            | «If You Have to Ask»                         | 3:37   |
| 3.            | «Breaking the Girl»                          | 4:55   |
| 4.            | «Funky Monks»                                | 5:23   |
| 5.            | «Suck My Kiss»                               | 3:37   |
| 6.            | «I Could Have Lied»                          | 4:04   |
| 7.            | «Mellowship Slinky in B Major»               | 4:00   |
| 8.            | «The Righteous & the Wicked»                 | 4:08   |
| 9.            | «Give It Away»                               | 4:43   |
| 10.           | «Blood Sugar Sex Magik»                      | 4:31   |
| 11.           | «Under the Bridge»                           | 4:24   |
| 12.           | «Naked in the Rain»                          | 4:26   |
| 13.           | «Apache Rose Peacock»                        | 4:42   |
| 14.           | «The Greeting Song»                          | 3:13   |
| 15.           | «My Lovely Man»                              | 4:39   |
| 16.           | «Sir Psycho Sexy»                            | 8:17   |
| 17.           | «They're Red Hot» (versió de Robert Johnson) | 1:12   |
| Durada total: | Durada total:                                | 73:55  |

| 18. | «Little Miss Lover» (versió de Jimi Hendrix)    | 2:40 |
| 19. | «Castles Made of Sand» (versió de Jimi Hendrix) | 3:21 |

## Personal
Red Hot Chili Peppers
- Flea – baix, percussió a «Breaking the Girl»
- John Frusciante – guitarres elèctriques i acústiques, segones veus
- Anthony Kiedis – primera veu
- Chad Smith – bateria, percussió a «Breaking the Girl»

Músics addicionals
- Brendan O'Brien – mellotron a «Breaking the Girl» i «Sir Psycho Sexy», B3 Organ a «Suck My Kiss» i a la cara B «Soul To Squeeze»
- Gail Frusciante i les seves amigues – veus corals a «Under the Bridge»
- Pete Weiss – guimbarda a «Give It Away»

Personal d'enregistrament
- Brendan O'Brien – enginyeria, mescles (amb Rick Rubin)
- Rick Rubin – producció
- Howie Weinberg – masterització

Personal addicional
- Gus Van Sant – direcció artística